# Chicory Tip
Chicory Tip war eine britische Popband aus Maidstone, Kent, die Anfang der 1970er Jahre mit drei Singles in den Top 20 der UK-Charts vertreten war.

## Bandgeschichte
Die Band wurde 1967 von Peter Hewson gegründet. Das von Giorgio Moroder, Michael Holm und Pete Bellotte geschriebenen Son of My Father stand im Februar 1972 für drei Wochen auf dem ersten Platz der UK-Charts, in Deutschland erreichte die Single Platz 18. Das Lied war bereits im September 1971 als Nachts scheint die Sonne  schon ein Erfolg für Michael Holm gewesen.
Mit What’s Your Name (1972, Platz 14) und Good Grief Christina (1973, Platz 15) hatte Chicory Tip zwei weitere Hits im Vereinigten Königreich. Cigarettes, Women and Wine war 1973, wie zuvor schon Son of My Father und  Good Grief Christina, ein Top-10-Hit in Norwegen.

## Mitglieder
- Peter Hewson (* 1. September 1950) – Gesang
- Barry Mayger (* 1. Juni 1950; † 14. Januar 2020) – Bass
- Rod Cloutt (* 26. Januar 1949) – Gitarre, Keyboard, Gesang – bis 1974
- Brian Shearer (* 4. Mai 1951) – Schlagzeug – bis 1974
- Dick Foster (eigentlich Rick Foster) – Keyboard – bis Oktober 1972
- Richard Studholme (* 22. März 1952) – Gitarre – 1974 für Cloutt
- John Longley (* 1. Juni 1949) – Schlagzeug – 1974 für Shearer

## Diskografie

### Alben
- 1972: Son of My Father
- 1974: The Best of Chicory Tip (Kompilation)
- 1997: The Very Best of Chicory Tip (Kompilation)
- 2007: The Singles Collection (Kompilation)

### Singles
| Jahr | Titel Album                                  | Höchstplatzierung, Gesamtwochen, AuszeichnungChartplatzierungen (Jahr, Titel, Album, Platzierungen, Wochen, Auszeichnungen, Anmerkungen) | Höchstplatzierung, Gesamtwochen, AuszeichnungChartplatzierungen (Jahr, Titel, Album, Platzierungen, Wochen, Auszeichnungen, Anmerkungen) | Höchstplatzierung, Gesamtwochen, AuszeichnungChartplatzierungen (Jahr, Titel, Album, Platzierungen, Wochen, Auszeichnungen, Anmerkungen) | Anmerkungen                                                                                 |
| Jahr | Titel Album                                  | DE | UK | US | Anmerkungen                                                                                 |
| ---- | -------------------------------------------- | --- | --- | --- | ------------------------------------------------------------------------------------------- |
| 1972 | Son of My Father                             | DE18 (9 Wo.)DE | UK1 (13 Wo.)UK | US91 (3 Wo.)US | Erstveröffentlichung: 14. Januar 1972 Autoren: Giorgio Moroder, Michael Holm, Pete Bellotte |
| 1972 | What’s Your Name? Son of My Father           | DE32 (5 Wo.)DE | UK13 (8 Wo.)UK | — | Erstveröffentlichung: 28. April 1972 Autoren: Giorgio Moroder, Pete Bellotte                |
| 1973 | Good Grief Christina The Best of Chicory Tip | DE49 (1 Wo.)DE | UK17 (13 Wo.)UK | — | Erstveröffentlichung: 23. Februar 1973 Autoren: Giorgio Moroder, Pete Bellotte              |

Weitere Singles
- 1970: Monday After Sunday (VÖ: 19. Juni)
- 1971: My Girl Sunday (VÖ: 2. April)
- 1971: Excuse Me Baby (VÖ: 25. Juni)
- 1971: I Love Onions (VÖ: 5. November)
- 1972: The Future Is Past (VÖ: 22. September)
- 1972: The Hits of Chicory Tip (Flexi; VÖ: 7. Oktober)
- 1973: Cigarettes, Women and Wine (VÖ: 20. Juli)
- 1973: I. O. U. (VÖ: 26. Oktober)
- 1974: Take Your Time Caroline (VÖ: 12. Juli)
- 1975: Survivor (VÖ: 7. Mai)